# Miguel Tejada
Miguel Odalis Tejada (ur. 25 maja 1974) – dominikański baseballista, który występował głównie na pozycji łącznika.

## Przebieg kariery
Tejada podpisał kontrakt z Oakland Athletics w 1993 roku i początkowo występował w klubach farmerskich tego zespołu, między innymi w Huntsville Stars. W Major League Baseball zadebiutował 27 sierpnia 1997 w meczu przeciwko New York Yankees.
W sezonie 2002 wystąpił po raz pierwszy w karierze w Meczu Gwiazd, a także został wybrany MVP American League. W 2003 przeszedł do Baltimore Orioles. Jako zawodnik Orioles zwyciężył w klasyfikacji zdobytych RBI z liczbą 150.
Dwa lata później Tejada zeznawał w sprawie pozytywnego wyniku testu antydopingowego pierwszobazowego Orioles Rafaela Palmeiro. Postawiono mu zarzut dostarczenia sterydów, jednak Tejada przyznał się do podania jedynie witaminy B12, która jest dozwolona w Major League Baseball. Palmeiro stwierdził jednak, że podana przez Pojadę witamina B12 mogła przyczynić się do wyniku pozytywnego, czemu zaprzeczył wiceprezes Baltimore Orioles Jim Beattie. Tejada nie przyznał się do winy i został oczyszczony z zarzutów.
W 2007 roku w ramach wymiany przeszedł do Houston Astros. Występował jeszcze w San Diego Padres i San Francisco Giants. W lutym 2009 przyznał się do składania fałszywych zeznań podczas procesów przeprowadzonych cztery lata wcześniej, dotyczących używania sterydów przez Palmeiro, za co groziło mu maksymalnie rok więzienia i 1000 dolarów grzywny. Ostatecznie został na rok objęty nadzorem sądowym.
W grudniu 2012 podpisał kontrakt z Kansas City Royals. W lutym 2013 został powołany do 28-osobowego składu reprezentacji Dominikany na turniej World Baseball Classic. W sierpniu 2013 został zawieszony na 105 meczów za zażywanie niedozwolonych środków dopingujących. W maju 2014 podpisał niegwarantowany kontrakt z Miami Marlins.
W styczniu 2015 związał się roczną umową z występującym w Liga Mexicana de Béisbol klubem Pericos de Puebla. We wrześniu 2015 zakończył karierę zawodniczą.

## Nagrody i wyróżnienia
| Nagroda/wyróżnienie     | Lata                               | Źródło |
| MVP American League     | 2002                               | [ 14 ] |
| 6× All-Star             | 2002, 2004, 2005, 2006, 2008, 2009 | [ 2 ]  |
| All-Star Game MVP       | 2005                               | [ 15 ] |
| 2× Silver Slugger Award | 2004, 2005                         | [ 16 ] |